# Клиридис, Глафкос
Гла́фкос Иоа́нну Клири́дис (греч. Γλαύκος Ιωάννου Κληρίδης МФА: [ˈɣlafkɔs kliˈriðis] ; 24 апреля 1919, Никосия, Кипр — 15 ноября 2013, там же) — кипрский политик, президент Кипра с 23 июля по 7 декабря 1974 года (временный) и с 28 февраля 1993 по 28 февраля 2003 года.

## Биография
Сын юриста и левого политика Иоанниса Клиридиса. В период Второй мировой войны служил лётчиком в британской армии. В 1942 году был сбит над Гамбургом и попал в германский плен, в котором находился до конца войны (1945 год). После войны вступил в ЭОКА. В 1959 году занял должность министра юстиции в переходном правительстве Кипра. После провозглашения независимости в 1960 году был избран председателем парламента Кипра. В 1961—1963 годах возглавлял также Красный крест Кипра. 
После попытки военного переворота  Никоса Сампсона в 1974 году стал по должности исполняющим обязанности президента Кипра. После восстановления на президентском посту архиепископа Макариоса продолжал руководить парламентом до 1976 года, когда он основал правую партию Демократическое объединение и выдвигался от неё кандидатом в президенты страны в 1978, 1983, 1988, 1993, 1998 и 2003 годах.

## Президентство
На президентских выборах 1993 года победил во втором туре Георгиоса Василиу, переизбран в 1998 году на второй срок, в 2003 году проиграл в первом же туре Тассосу Пападопулосу, поскольку население было недовольно недостаточным ростом экономики и подтасовкой официальной статистики в том, что касается экономического благосостояния страны.
После второго президентского срока ушел на покой. Являлся авторитетным кипрским политиком. Вечером 13 ноября 2013 года был госпитализирован в связи с резким ухудшением состояния здоровья в столице страны. Умер 15 ноября 2013 года. Был похоронен в столице 19 ноября.